# Aberdeen Football Club 1985-1986
Questa voce raccoglie le informazioni riguardanti l'Aberdeen Football Club nelle competizioni ufficiali della stagione 1985-1986.

## Stagione
Nella prima parte del campionato l'Aberdeen lottò per il primato assieme al Celtic e ai Rangers, prevalendo sulle avversarie nel mese di novembre; con l'inizio dell'anno solare i Dons persero progressivamente terreno senza tuttavia compromettere il proprio posto in zona UEFA. Al termine della stagione i Dons tornarono alla vittoria in Coppa di Scozia, ottenendo il quarto trofeo in cinque stagioni: sconfiggendo per 3-0 gli Hearts in finale, l'Aberdeen ottenne anche la qualificazione in Coppa delle Coppe.
Nelle coppe nazionali l'Aberdeen vinse anche la Coppa di Lega, al termine di un cammino in cui i Dons mantennero la propria porta inviolata. In Coppa dei Campioni l'Aberdeen superò due turni prima di essere eliminato ai quarti di finale dall'IFK Göteborg, che beneficiò della regola dei gol fuori casa grazie al pareggio ottenuto all'andata al Pittodrie.

## Maglie e sponsor
Lo sponsor tecnico per la stagione 1985-1986 è Adidas.
| Manica sinistra · Manica sinistra · Maglietta · Maglietta · Manica destra · Manica destra · Pantaloncini · Pantaloncini · Calzettoni |

## Rosa
| N. |                   | Ruolo | Calciatore       |
| -- | ----------------- | ----- | ---------------- |
|    | Scozia (bandiera) | P     | Bryan Gunn       |
|    | Scozia (bandiera) | P     | Jim Leighton     |
|    | Scozia (bandiera) | D     | Brian Irvine     |
|    | Scozia (bandiera) | D     | Tommy McIntyre   |
|    | Scozia (bandiera) | D     | Stewart McKimmie |
|    | Scozia (bandiera) | D     | Alex McLeish     |
|    | Scozia (bandiera) | D     | Tommy McQueen    |
|    | Scozia (bandiera) | D     | Willie Miller    |
|    | Scozia (bandiera) | D     | Brian Mitchell   |
|    | Scozia (bandiera) | D     | Ian Robertson    |
|    | Scozia (bandiera) | C     | Ian Angus        |
|    | Scozia (bandiera) | C     | Jim Bett         |
|    | Scozia (bandiera) | C     | Neale Cooper     |

| N. |                   | Ruolo | Calciatore      |
| -- | ----------------- | ----- | --------------- |
|    | Scozia (bandiera) | C     | Stevie Gray     |
|    | Scozia (bandiera) | C     | John McMaster   |
|    | Scozia (bandiera) | C     | Joe Miller      |
|    | Scozia (bandiera) | C     | Ian Porteous    |
|    | Scozia (bandiera) | C     | Neil Simpson    |
|    | Scozia (bandiera) | C     | Billy Stark     |
|    | Scozia (bandiera) | C     | Peter Weir      |
|    | Scozia (bandiera) | A     | Eric Black      |
|    | Scozia (bandiera) | A     | Willie Falconer |
|    | Scozia (bandiera) | A     | John Hewitt     |
|    | Scozia (bandiera) | A     | Frank McDougall |
|    | Scozia (bandiera) | A     | Paul Wright     |

## Risultati

### Scottish League Cup
| Aberdeen 21 agosto 1985 Secondo turno                     | Aberdeen  | 5 – 0 | Ayr Utd | Pittodrie Stadium (12 400 spett.) |
| \| \| \| \| \| McQueen Stark McDougall \| Marcatori \| \| |           |       |         |                                   |
|                                                           |           |       |         |                                   |
| McQueen Stark McDougall                                   | Marcatori |       |         |                                   |

| Perth 28 agosto 1985 Terzo turno                   | St. Johnstone | 0 – 2            | Aberdeen | McDiarmid Park (5 100 spett.) |
| \| \| \| \| \| \| Marcatori \| Hewitt McDougall \| |               |                  |          |                               |
|                                                    |               |                  |          |                               |
|                                                    | Marcatori     | Hewitt McDougall |          |                               |

| Aberdeen 4 settembre 1985 Quarti di finale | Aberdeen  | 1 – 0 | Hearts | Pittodrie Stadium (13 100 spett.) |
| \| \| \| \| \| Black \| Marcatori \| \|    |           |       |        |                                   |
|                                            |           |       |        |                                   |
| Black                                      | Marcatori |       |        |                                   |

| Dundee 25 settembre 1985 Semifinale - Andata | Dundee Utd | 0 – 1 | Aberdeen | Tannadice Park (12 837 spett.) |
| \| \| \| \| \| \| Marcatori \| Black \|      |            |       |          |                                |
|                                              |            |       |          |                                |
|                                              | Marcatori  | Black |          |                                |

| Aberdeen 9 ottobre 1985 Semifinale - Ritorno | Aberdeen  | 1 – 0 | Dundee Utd | Pittodrie Stadium (20 000 spett.) |
| \| \| \| \| \| McDougall \| Marcatori \| \|  |           |       |            |                                   |
|                                              |           |       |            |                                   |
| McDougall                                    | Marcatori |       |            |                                   |

| Arbitro: | Valentine (Dundee) |

|                          |           |  |
| Black 10’, 63’ Stark 12’ | Marcatori |  |

### Scottish Cup
| Montrose 5 febbraio 1986 Sedicesimi di finale                    | Montrose  | 1 – 4                          | Aberdeen | Links Park (9 000 spett.) |
| \| \| \| \| \| \| Marcatori \| Stark McLeish Miller McDougall \| |           |                                |          |                           |
|                                                                  |           |                                |          |                           |
|                                                                  | Marcatori | Stark McLeish Miller McDougall |          |                           |

| Arbroath 15 febbraio 1986 Ottavi di finale | Arbroath  | 0 – 1  | Aberdeen | Gayfield Park (6 017 spett.) |
| \| \| \| \| \| \| Marcatori \| Miller \|   |           |        |          |                              |
|                                            |           |        |          |                              |
|                                            | Marcatori | Miller |          |                              |

| Dundee 8 marzo 1986 Quarti di finale     | Dundee    | 2 – 2 | Aberdeen | Dens Park (13 188 spett.) |
| \| \| \| \| \| Hewitt \| Marcatori \| \| |           |       |          |                           |
|                                          |           |       |          |                           |
| Hewitt                                   | Marcatori |       |          |                           |

| Aberdeen 12 marzo 1986 Quarti di finale - Replay | Aberdeen  | 2 – 1 | Dundee | Pittodrie Stadium (21 000 spett.) |
| \| \| \| \| \| Black Weir \| Marcatori \| \|     |           |       |        |                                   |
|                                                  |           |       |        |                                   |
| Black Weir                                       | Marcatori |       |        |                                   |

| Arbitro: | Hope |

|                                |           |  |
| Stark 20’ Black 35’ Miller 81’ | Marcatori |  |

| Arbitro: | Alexander |

|                          |           |  |
| Hewitt 5’, 49’ Stark 75’ | Marcatori |  |

### Coppa dei Campioni
| Arbitro: | Aas |

|                |           |                                |
| Ingólfsson 37’ | Marcatori | 53’ Black 58’ Hewitt 60’ Stark |

| Arbitro: | Kinsella |

|                                             |           |                 |
| Simpson 5’ Hewitt 63’ Gray 65’ Falconer 65’ | Marcatori | 31’ Jóhannesson |

| Ginevra 23 ottobre 1985 Ottavi di finale - Andata | Servette | 0 – 0 referto | Aberdeen | Stade des Charmilles (7 080 spett.)\| Arbitro: \| Petrović \| |
| Arbitro:                                          | Petrović |               |          |                                                               |

| Arbitro: | Lamo Castillo |

|               |           |  |
| McDougall 23’ | Marcatori |  |

| Arbitro: | Pauly |

|                       |           |                          |
| Miller 16’ Hewitt 80’ | Marcatori | 43’ Holmgren 89’ Ekström |

| Göteborg 19 marzo 1986, ore 18:00 UTC+1 Quarti di finale - Ritorno | IFK Göteborg | 0 – 0 referto | Aberdeen | Ullevi (44 152 spett.)\| Arbitro: \| Wöhrer \| |
| Arbitro:                                                           | Wöhrer       |               |          |                                                |